# Никарагуански канал
Никарагуанският канал е проект за изграждане на канал между Карибско море и Тихия океан, на територията на Никарагуа, откъдето идва и името му.
Планираното трасе ще преминава по река Сан Хуан и езерото Никарагуа.

## Съвременна алтернатива
През 2013 г. никарагуанското правителство дава концесията по изграждането му на хонконгска компания, която ще бъде финансово обезпечена в начинанието от инвестиционния фонд, базиран в Хонконг „HK Nicaragua Canal Development Investment Co., Limited“. Концесията е за 50 плюс още 50 години експлоатация, т.е. за век от построяването му — с търговския риск и за сметка на хонконгската компания.

## Проектна характеристика
Никарагуанският канал ще бъде дълъг 270 km, докато Панамският канал е 82 km, а за сравнение – Суецкият канал е дълъг 172 km. Предвиденото време за прокопаването на канала е малко повече от 11 години, през което време в Никарагуа ще се създадат поне 40 хиляди работни места. Самото воднотранспортно съоръжение ще е много по-добра алтернатива на съществуващото в Панама, понеже този канал ще е и по-широк и по-дълбок, което ще позволява приема на кораби (най-вече танкери) с товароносимост до 270 хил. тона. През Панамския канал, дори и след разширението му, ще могат да преминават плавателни съдове с двойно по-малък тонаж.
Предвижда се Никарагуанският канал да поеме до 4,5 % от международния товарен корабен трафик и най-вече — южноамериканският нефт на атлантическите латиноамерикански страни Венецуела, Бразилия и Уругвай, съкращавайки пътя и транспортните разходи за превоз на суровината до най-големите ѝ потребители в Азиатско-Тихоокеанския регион, и в частност до Китай.